# Ontharding (buitenverharding)

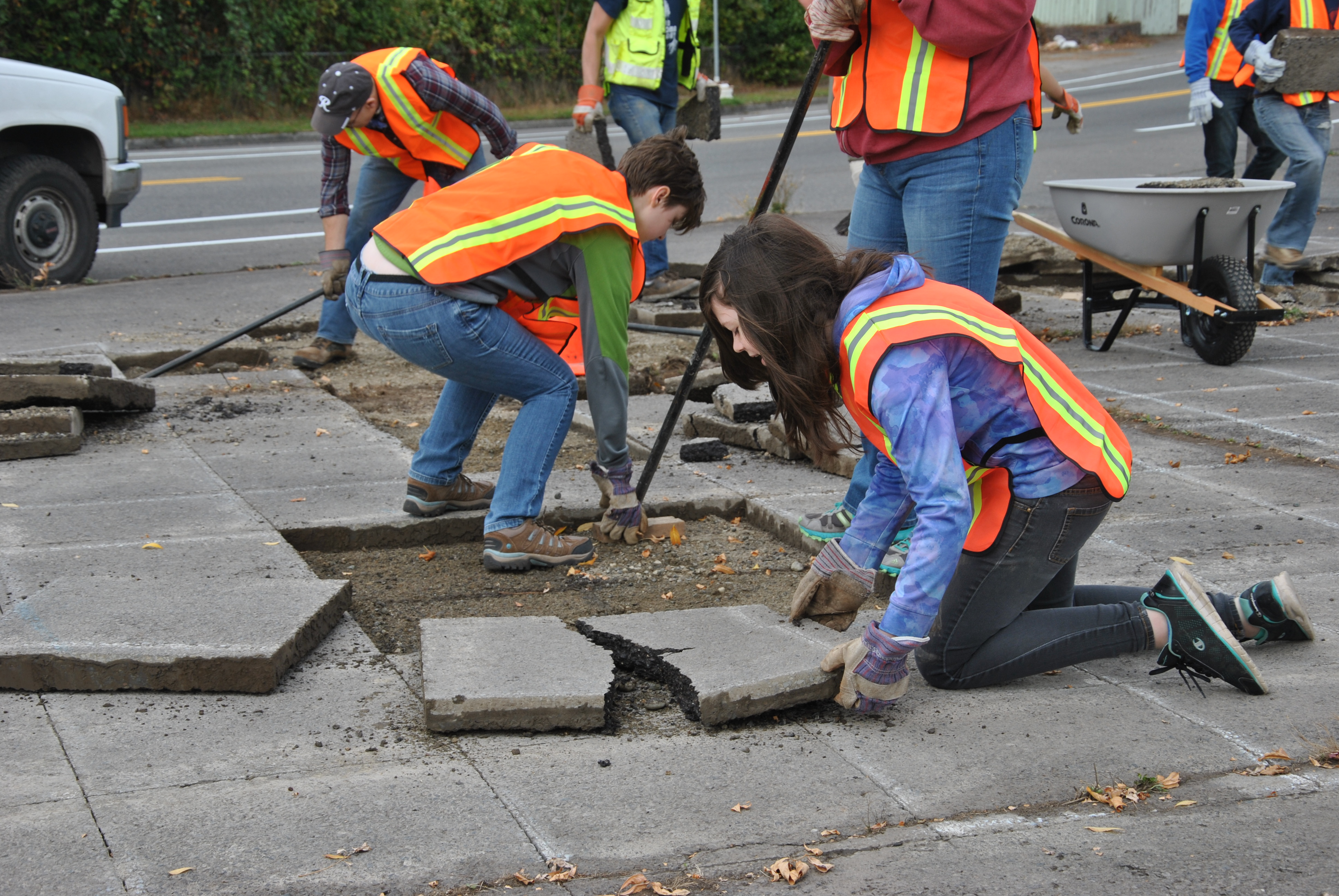
Ontharding in Pierce County, Washington

Ontharden is het verwijderen van verharding in de buitenruimte, om het te vervangen door groene ruimte of een meer doorlatende vorm (halfverharding).
Voorbeelden van ontharding:
- een tegeltuin omvormen naar een tuin met (meer) groen
- een tegelpad omvormen naar een graspad
- versmallen van brede wegen (minder of minder brede rijstroken)
- weghalen van een weg die niet nodig is voor ontsluiting, of vervangen door een smaller (fiets)pad
- verminderen van parkeerplaatsen of het vervangen van de indoorlaatbare verharding ervan door grasbetontegels of een andere vorm van doorlaatbare (half)verharding
- weghalen van grote oppervlakken rubberen matten van speelterreinen
- terug een natuurlijke bedding geven aan ingekokerde waterlopen [3]

Ontharding kan helpen bij het beheersen van de afvoer van regenwater, waardoor de afvoer minder vervuild raakt.
Sommige steden, waaronder Portland, Verenigde Staten, brengen kosten in rekening voor ondoordringbare bestrating om de kosten van het omgaan met afvoer te dekken, wat ontharding stimuleert. Eindhoven heeft delen van zijn gebied onthard. Leuven plant ontharding als onderdeel van haar plan Leuven2050 om koolstofneutraal te worden en het stedelijke hitte-eilandeffect te bestrijden.
Andere redenen voor het ontharden zijn onder meer het bieden van leefgebied aan wilde dieren, het tegengaan van klimaatverandering of het verhogen van de levenskwaliteit door onderbenutte verharde gebieden te vervangen door groene ruimte. Uit een onderzoek uit 2020 bleek dat ontharding een hoge effectiviteit had bij het vergroten van de grondwateraanvulling.
Volgens een Amerikaans onderzoek uit 2016 van de Transportation Research Board van de National Academies is ontharding gebruikelijk op landelijke wegen als een kostenbesparende maatregel vanwege de hoge kosten voor het onderhoud van verharde oppervlakken.

## Tegelwippen
Door verscheidene Nederlandse milieuorganisaties, zoals Stichting Steenbreek, Ons Water, IVN Natuureducatie, en het ministerie van Infrastructuur en Waterstaat wordt sinds 2020 ontharden in Nederland gemotiveerd met de organisatie van het "Nationaal Kampioenschap Tegelwippen", als onderdeel van de sensibiliseringscampagne "Een groener Nederland begint in je eigen tuin!". Steden en gemeenten kunnen met elkaar wedijveren om zoveel mogelijk tegels te verwijderen (wippen) en te vergroenen met gras, bloemperken, bomen en geveltuinen. De lokale bestuurders mogen helpen faciliteren door bijvoorbeeld premies uit te delen of ophaaldiensten te organiseren voor de tegels. De hoogste TPI-score - aantal gewipte "Tegels per Inwoner" - bepaalt de winnaar. Geïnspireerd door Nederland organiseren de Vlaamse vzw Breekijzer en de Vlaamse overheidsdepartement Omgeving samen sinds 2023 een Vlaams Nationaal Kampioenschap Tegelwippen.

## Openleggen van gedempte waterlopen
In verschillende steden werden afgelopen eeuwen vele grachten en oude rivierarmen gedempt, gecombineerd met het afvoeren van het regenwater in een stenen of betonnen riolering. Op veel plaatsen werden die waterlopen vervangen door verharde oppervlakte, vanaf de jaren 1960 ook veelal voor ruimte voor autoverkeer en -parkeerplaatsen.
Op enkele plaatsen is zo'n ingreep ongedaan gemaakt, en is de waterloop hersteld.
Voorbeelden:
- de Reep (Nederschelde), de vroegere hoofdarm van de Schelde in Gent waar decennia een parking lag.
- de Catharijnebaan, een stadsautoweg in Utrecht, is vervangen door een stadsgracht: de Catharijnesingel.